# Universidad del Sarre
La Universidad del Sarre (alemán Universität des Saarlandes) es una universidad localizada en Saarbrücken, la capital del estado federal del Sarre, y en Homburgo, ciudad del mismo estado. Fue fundada en 1948 en cooperación con Francia y está compuesta por 8 facultades. Es particularmente reconocida por su investigación en Informática y Lingüística computacional.

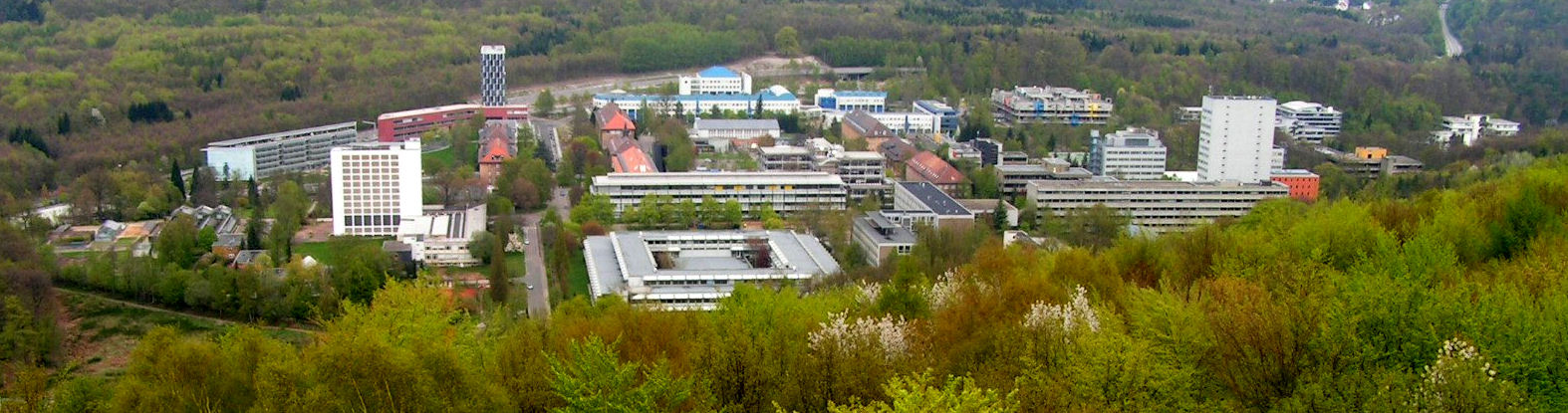
Campus de la universidad del Sarre, con el arboreto en primer plano.